# Lunulogammarus turcicus
Lunulogammarus turcicus is een vlokreeftensoort uit de familie van de Gammaridae. De wetenschappelijke naam van de soort is voor het eerst geldig gepubliceerd in 1944 door Krapp-Schickel, Ruffo & Schiecke.